# بنكو برتغال دي انفستمنتو
بنكو برتغال دي انفستمنتو أو (بنك الاستثمار البرتغالي) هو أحد البنوك الرئيسية المملوكة للقطاع الخاص في البرتغال التي يملكها البنك الإسباني كاسيكا بنك. يتم تداول أسهم البنك في بورصة يورونكست لشبونة الصورة PSI-20 مؤشر الأسهم. يدير الأعمال المصرفية مع الشركات والعملاء من المؤسسات والقطاع الخاص، تأسست في عام 1981 من قبل ارتور سانتوس سيلفا. وهي ثالث أكبر مجموعة مالية برتغالية خاصة بأصول تبلغ 112.9 مليار يورو (في عام 2009). رئيس مجلس الإدارة والرئيس التنفيذي هو فرناندو أولريش. يقع المقر الرئيسي للبنك في بورتو.
تضم مجموعة الخدمات المصرفية التجارية للبنك أكثر من 1.4 مليون عميل وأفراد وشركات ومؤسسات. من خلال شبكة التوزيع المتعددة القنوات التي تضم 674 فرعًا و 30 مركزًا وفرعًا استثماريًا، يتخصص البنك في قروض المنازل من خلال شبكة من الشركات الخارجية. ينشط البنك بشكل أساسي في البرتغال وإسبانيا وأنغولا وموزمبيق. في أنغولا.و هي الشركة الرائدة في السوق في مجال الخدمات المصرفية للشركات، وقد حققت نشاطها حصة سوقية تبلغ 25٪ من حصتها البالغة 50.1٪ في بانكو دي فومينتو أنغولا مع 750,000 عميل (في ديسمبر 2010). في موزمبيق، يحتفظ بحصة 30 بالمائة في بنك بي سي أي فومينتو.
في 25 أكتوبر 2007، قدم اقتراح دمج مع ملينيوم بي سي أي، أكبر بنك خاص في البرتغال. ومع ذلك، وتم رفض الاقتراح.

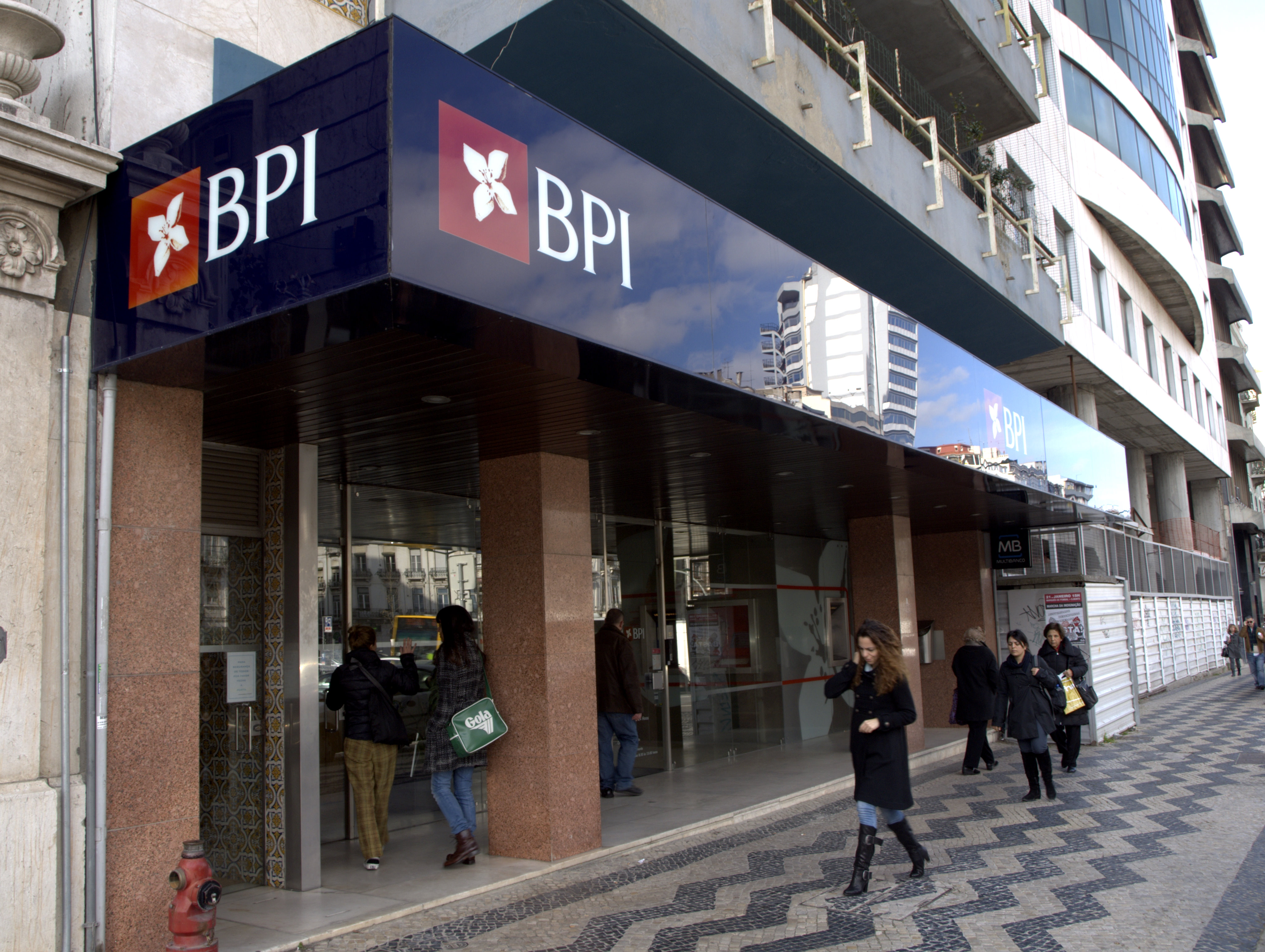
فرع البنك في لشبونة

أكبر المساهمين في البنك هم (اعتبارا من أغسطس 2017): تقام 84,51 في المئة من أسهم الشركة من قبل البنك الاسباني كايكسا بنك بعد الحصول على 18,9 في المئة من الاسهم المملوكة من قبل البرازيلية مجموعة اي تي أيه يو يونيبنكو،  والألمانية أليانز يحمل 8,43 في المئة.

## روابط خارجية
- الموقع الرسمي
- قرض شخصي على الإنترنت